# Lambeugak
Lambeugak is een bestuurslaag in het regentschap Aceh Besar van de provincie Atjeh, Indonesië. Lambeugak telt 647 inwoners (volkstelling 2010).